# Ernest Winch
Pour les articles homonymes, voir Winch (homonymie).
Ernest Edward (Ernie) Winch (2 mars 1879-11 janvier 1957) est un homme politique et syndicaliste canadien de la Colombie-Britannique. Il est député provincial social-démocrate de la circonscription britanno-colombienne de Burnaby de 1933 jusqu'à son décès en 1957.

## Biographie
Né à Harlow dans l'Essex, Winch devient apprenti dans le domaine de la vente avant un bref passage en Australie de 1899 et à nouveau en 1903. En 1909, il s'installe au Canada.
Étudiant le socialisme en 1910, il se joint au Social Democratic Party of Canada (en) et en devient le secrétaire provincial en 1913. En juillet 1918, il devient président du Vancouver Trade and Labour Council et soutient la grève générale de Vancouver (en) de 1918 et la grève générale de Winnipeg de 1919. Durant cette période, il s'oppose aussi à la conscription pendant la Première Guerre mondiale.
Supporteur du mouvement One Big Union, Winch joue un rôle important dans l'organisation de la BC Logger Workers Industrial Union,.
Membre actif de nombreuses ailes gauches des différents partis politiques, dont le Parti socialiste du Canada et au Independent Labour Party. Il contribue au rétablissement du Parti socialiste de la Colombie-Britannique en 1932 qui s'associe par la suite avec le nouveau Co-operative Commonwealth Federation (CCF) pour les élections de 1933. Ce scrutin permet l'élection de sept députés dont Harold Winch, son fils.
Cependant, en 1936, l'aile gauche du parti se divise et entre en conflit avec le chef Robert Connell et qui déclenche un exode après l'expulsion de ce dernier,. En 1938, Harold Winch est nommé chef du parti.
Durant les années 1940, Winch fonde la New Vista Society de Burnaby afin de fournir une maison aux femmes seules ayant besoin d'une convalescence pour femmes avec des problèmes de santé mentale. Il est aussi fondateur de l'Association for the Protection of Fur-Bearing Animals (en). 
Winch meurt en fonction à Vancouver en janvier 1957 à l'âge de 77 ans.